# 小山正孝
小山 正孝（おやま まさたか、1916年〈大正5年〉6月29日 - 2002年〈平成14年〉11月13日）は、日本の詩人・中国文学者。「四季」「山の樹」「文学館」同人。関東短期大学教授。丸山薫賞受賞。

## 人物
盆景家小山潭水の次男として、東京青山に生まれる。府立四中を経て、旧制弘前高等学校に進み、本格的に文学を志す。
高等学校時代に、杉浦明平の紹介で立原道造と知り合い、強い影響を受け、詩作を始める。したがって、初期には岩野泡鳴から立原へと発展したソネット形式を多用した、独自の世界を描いた抒情詩を多く作った。が、後には、散文的要素が強い哲学的、幻想的な世界を構築したり、日常に潜む危機を描いていった。また、初期から晩年まで、その詩の中心的課題は、「愛」であった。
作風が現代詩壇から孤立し、他に類を見ないものであったために、現代詩の傍流と見られることも多かったが、実は、日本の抒情詩の本流である詩人ではなかったかとの、再評価の機運が高まっている。
また、幾篇かの佳品を残すにとどまったが、小説についても、強い関心と興味を持っていたことが、死後纏められた作品集によって判明した。

## 年譜
- 1916年（大正 5年）6月29日、東京都渋谷区に生まれる。父親は、盆景の神泉流家元の小山潭水。兄弟は、兄の正忠（農芸化学者）と妹の悌子。
- 1936年（昭和11年）4月、東京府立四中（現・都立戸山高校）から弘前高等学校文科乙類に進学。校友会雑誌に小説などを発表。
- 1938年（昭和13年）7月、弘前からの帰省中、杉浦明平の紹介により、立原道造と知り合う。10月、盛岡へ旅行中の立原道造を訪ねる。
- 1939年（昭和14年）4月、東京帝国大学支那文学科に入学。9月、中村真一郎とともに、同人雑誌「山の樹」の同人になる。11月、中学時代からの親友、山崎剛太郎の参加する同人雑誌「阿房」の同人になる。
- 1941年（昭和16年）6月、雑誌「四季」にエッセイを発表。山本書店から刊行された「立原道造全集」全3巻の編集に参画。12月、帝大を繰り上げ卒業。卒業論文は「魯迅」。
- 1942年（昭和17年）8月、日本出版文化協会に入社。9月、「四季」の「萩原朔太郎追悼号」から、塚山勇三、野村英夫、鈴木亨、日塔聰とともに、編集実務に携わる。10月頃から、加藤周一宅で開かれた文学サロン（いわゆる「マチネ・ポエティク」）に参加。
- 1943年（昭和18年）4月、日本出版会に入社。
- 1944年（昭和19年）7月、岸田常子と結婚。
- 1945年（昭和20年）4月、召集を受けるも健康上の理由で除隊。5月、山の手一帯の東京大空襲により罹災。常子夫人の縁故で、姫路市、後に益田市に疎開し、終戦を迎える。10月、東京に戻り、田宮虎彦のいる文明社に入社。
- 1946年（昭和21年）1月、中等学校教科書株式会社（後の中教出版株式会社）に入社。6月、第一詩集『雪つぶて』を赤坂書店より刊行。7月、雑誌「四季」の後継を意図し、「胡桃」を創刊するも、一号のみで廃刊。
- 1948年（昭和23年）1月、長男正見誕生。
- 1955年（昭和30年）11月、書肆ユリイカより『逃げ水』刊行。
- 1956年（昭和31年）12月、雑誌「山の樹」が復刊され、同人として参加。
- 1957年（昭和32年）4月、書肆ユリイカより『愛し合ふ男女（銅版画・駒井哲郎）』を限定152部で刊行。「立原道造全集」（第三次 角川書店 全5巻）の編集に参加。
- 1967年（昭和42年）1月、潮流社より復刊された「四季」に参加。7月、彌生書房版「立原道造詩集」を編集刊行。中央公論社の嘱託となる。「日本の詩歌」「書道藝術」「文人画粋論」などのシリーズに貢献。12月、「四季」同人となる。
- 1968年（昭和43年）4月、思潮社より『散ル木ノ葉』を刊行。関東短期大学講師となる。
- 1969年（昭和44年）4月、関東短期大学助教授になる。8月、平凡社より、小野忍との共訳で中国古典文学大系17『唐代詩集 上』（杜甫の部分を担当）を刊行。
- 1970年（昭和45年）1月、社会思想社・現代教養文庫『海外の詩人たち』に「杜甫」を執筆。
- 1971年（昭和46年）、第四次「立原道造全集」（角川書店 全6巻）の編集に参加。12月、思潮社より『山の奥（銅版画・駒井哲郎）』を、限定150部で刊行。
- 1974年（昭和49年）、「津村信夫全集」全3巻（角川書店）の編集に参加。
- 1977年（昭和52年）7月、思潮社より『風毛と雨血』を刊行。
- 1978年（昭和53年）1月、小野忍、佐藤保と共編訳で『杜甫詩選』講談社学術文庫 全3巻を刊行。4月、関東短期大学教授になる。「野火の会（高田敏子主宰）」による中国旅行に参加。
- 1983年（昭和58年）1月、潮流社より、昭和50年に終刊した「四季」の後継雑誌「文学館」創刊され、同人となる。2月、平凡社より、小野忍、佐藤保との共訳で『漂泊の詩人・杜甫』を刊行。
- 1984年（昭和59年）7月、潮流社より『雪つぶて』を復刊。
- 1986年（昭和61年）5月、潮流社より『山居乱信』刊行。
- 1987年（昭和62年）3月、関東短期大学を定年退職。9月、坂口昌明が『一詩人の追求-小山正孝氏の場合』（假山荘）を刊行。
- 1989年（平成元年）7月、山梨県八ヶ岳大泉村の自在舎（のち八ヶ岳高原文庫）の「立原道造と優しい仲間たち展」に企画参加。
- 1991年（平成3年）1月、思潮社・現代詩文庫1043『小山正孝詩集』を刊行。
- 1999年（平成11年）8月、潮流社で『十二月感泣集』刊行。
- 2000年（平成12年）10月、『十二月感泣集』により、第7回丸山薫賞受賞。
- 2001年（平成13年）6月、日本現代詩人会より「先達詩人の顕彰」を受ける。
- 2002年（平成14年）11月13日午後10時54分、関東労災病院にて、肺炎のために死去。享年86。葬儀は同18日、横浜市の妙蓮寺にて行われた。
- 2004年（平成16年）11月、三回忌を記念し、小山正孝を偲びつつ現代詩を考える会で、感泣亭例会が開催される。感泣亭例会は、その後も毎年11月に開催されている。

## 著作目録
- 『雪つぶて』 赤坂書店、1946年
- 『逃げ水』 書肆ユリイカ、1955年
- 『愛し合う男女』 書肆ユリイカ、1957年
- 『散ル木ノ葉』 思潮社、1968年
- 『山の奥』 思潮社、1971年
- 『風毛と雨血』 思潮社、1977年
- 『山居乱信』 潮流社、1986年
- 『小山正孝詩集』 思潮社、1991年
- 『十二月感泣集』 潮流社、1999年
- 『感泣旅行覚書』 潮流社、2004年
- 『詩人薄命』 潮流社、2004年
- 『未刊ソネット集』 潮流社、2005年
- 『小説集稚兒ヶ淵』 潮流社、2005年